# Alectra
Alectra is een geslacht uit de bremraapfamilie (Orobanchaceae). De soorten komen voor in tropisch en zuidelijk Afrika, op Madagaskar en in (sub)tropisch Azië.

## Soorten
- Alectra alectroides (S.Moore) Melch.
- Alectra arvensis (Benth.) Merr.
- Alectra atrosanguinea (Hiern) Hemsl.
- Alectra aurantiaca Hemsl.
- Alectra bainesii Hemsl.
- Alectra basserei Berhaut
- Alectra basutica (E.Phillips) Melch.
- Alectra capensis Thunb.
- Alectra dolichocalyx Philcox
- Alectra dunensis Hilliard & B.L.Burtt
- Alectra fruticosa Eb.Fisch.
- Alectra glandulosa Philcox
- Alectra gracilis S.Moore
- Alectra hildebrandtii Eb.Fisch.
- Alectra hirsuta Klotzsch
- Alectra humbertii Eb.Fisch.
- Alectra lancifolia Hemsl.
- Alectra linearis Hepper
- Alectra lurida Harv.
- Alectra natalensis (Hiern) Melch.
- Alectra orobanchoides Benth.
- Alectra parasitica A.Rich.
- Alectra pedicularioides Baker
- Alectra picta (Hiern) Hemsl.
- Alectra pseudobarleriae (Dinter) Dinter
- Alectra pubescens Philcox
- Alectra pumila Benth.
- Alectra rigida (Hiern) Hemsl.
- Alectra schoenfelderi Dinter & Melch.
- Alectra sessiliflora (Vahl) Kuntze
- Alectra stolzii Engl.
- Alectra thyrsoidea Melch.
- Alectra virgata Hemsl.
- Alectra vogelii Benth.

... · 
Bartsia · 
Castilleja · 
Euphrasia (Ogentroost) · 
Lathraea (Schubwortel) · 
Melampyrum (Zwartkoren) · 
Odontites (Helmogentroost) · 
Orobanche (Bremraap) · 
Pedicularis (Kartelblad) · 
Parentucellia · 
Rhinanthus (Ratelaar) · 
...